# Maria-Theresia-Gymnasium Augsburg
Das Maria-Theresia-Gymnasium in Augsburg ist ein städtisches Gymnasium mit einem naturwissenschaftlich-technologischen, einem sprachlichen sowie einem sozialwissenschaftlichem Bereich. Schulträger ist die Stadt Augsburg.

## Geschichte
Das Maria-Theresia-Gymnasium besteht seit dem Ende des 19. Jahrhunderts. Seine Gründung als bürgerliche Töchterschule wurde 1890 vom Bürgerverein Augsburg beschlossen. 1892 erging der Gründungsbeschluss des Stadtmagistrates.

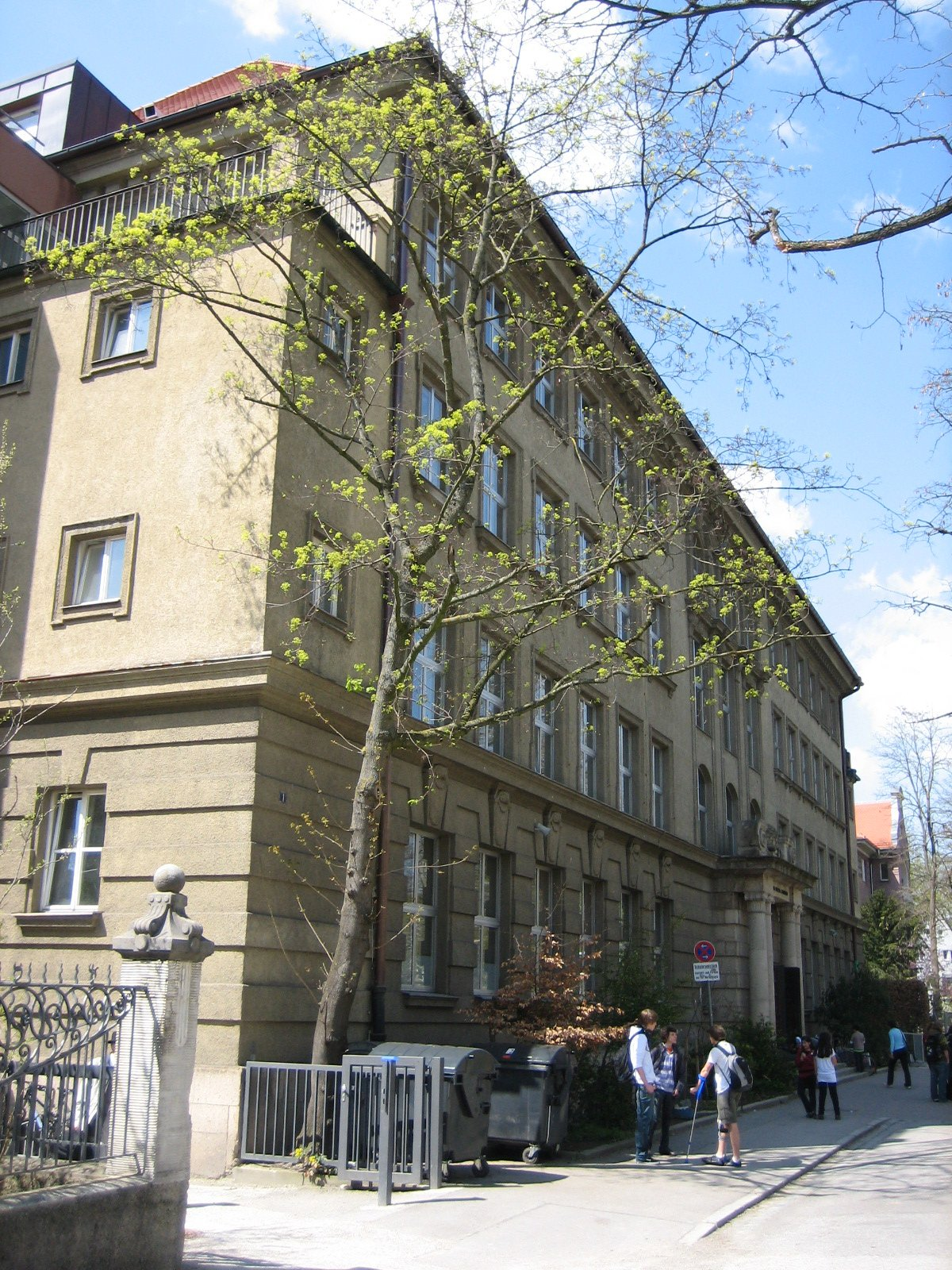
Schulgebäude

Im Jahr 1914 wurde für die Schule an der Gutenbergstraße ein Neubau errichtet, der den Namen Maria-Theresia-Schule erhielt. Namensgeberin war die letzte bayerische Königin, Marie Therese. Diese Schule, die zuvor als höhere Mädchenschule geführt wurde, wurde 1924 auf ein Lyzeum umgestellt, das Französisch und Englisch als Pflichtfremdsprachen anbot. Im gleichen Jahr wurde ein Bauernhaus in Zusamzell als Schullandheim erworben. Ab dem Schuljahr 1925/1926 wurde von der Schule ein Realgymnasium mit den Klassen 4 bis 9 und dem Ziel des Abiturs, ein Lyzeum mit den Klassen 1–6 und dem Abschluss der Mittleren Reife sowie eine Mädchenschule mit den Klassen 1–6 und dem Abschluss der Mittleren Reife angeboten. Im Jahr 1932 verbot die Schule ihren Schülern, an der Hitlerjugend, im Jahr 1933, an marxistischen Organisationen teilzunehmen.
Im Jahr 1935 fanden einschneidende Änderungen in der Schulorganisation statt. Bereits seit 1933 wurde die Fächerfolge in den Zeugnissen auf Sport, deutschkundliche Fächer, Naturwissenschaften und Mathematik, Sprachen geändert. 1935 wurde der Lehrerrat abgeschafft, 1936 der Elternbeirat. Von 1939 bis 1941 wurde die Turnhalle vom Wirtschaftsamt belegt, der Unterricht wurde in der Folgezeit durch die Kriegseinwirkungen stark beeinträchtigt. Im Januar 1945 wurde das Schulgebäude stark beschädigt, am 22. April 1945 wurde der Unterricht eingestellt, nach Befreiung Augsburgs am 28. April durch die amerikanische Siegermacht wurde das Gebäude beschlagnahmt. Im Dezember 1945 begann der Unterricht in verschiedenen, über die Stadt verteilten Gebäuden wieder.
Im März 1946 wurde das Schulgebäude von den Amerikanern wieder geräumt, so dass es für den Schulbetrieb wieder zur Verfügung stand. Im Juni 1946 fand das erste Nachkriegsabitur statt. Seit 1948 gibt es eine Schülermitverwaltung sowie wieder einen Elternbeirat. Das Schulgebäude erhielt wieder einen festen Dachstuhl. 1977 wurde am Gymnasium die Kollegstufe eingeführt. Mit dem Schuljahr 1979/1980 wurde die Koedukation eingeführt. 1992 wurde die 100-Jahr-Feier der Schulgründung gefeiert. Mit dem Schuljahr 2011/2012 ging die neuerrichtete Mensa in Betrieb, gleichzeitig bot das Gymnasium erstmals Ganztagsklassen in der Unterstufe an.

## Aktivitäten
Zum anderen sind die Fahrten und Schüleraustauschprogramme wichtig. Bisher findet Schüleraustausch mit Manchester, Bourges, Bracciano, Palermo und London statt. Eine jährliche Fahrt nach Schottland findet ebenfalls großen Anklang. Für das Projekt Spurensuche – Die jüdischen Schülerinnen am Maria-Theresia-Gymnasium in der Zeit des Nationalsozialismus, das in eine Ausstellung und eine in Zusammenarbeit mit dem Haus der Bayerischen Geschichte entstandene Internetdokumentation mündete, wurde die Projektgruppe aus Schülern und Lehrern des Gymnasiums als einer der Preisträger des Viktor-Klemperer Wettbewerbs 2005 und Gewinner des Bebo-Wager-Preises 2006 ausgezeichnet.

## Bekannte ehemalige Schüler
- Paula Banholzer (1901–1989), Erzieherin und Bertolt Brechts erste Jugendliebe
- Ellinor Holland (1928–2010), Journalistin, Herausgeberin, Verlegerin
- Gregory Pitl (* 1982), Schachspieler